# Tilray
Tilray ist ein US-amerikanisches Pharma- und Cannabisunternehmen mit Sitz in New York City. Tilray verfügt über Niederlassungen in Australien, Neuseeland, Deutschland, Portugal sowie Lateinamerika und produziert derzeit medizinisches Cannabis, unter anderem in Deutschland.
Tilray ist darüber hinaus Eigentümer mehrere Brauereien: SweetWater Brewing Co., Montauk Brewing, Alpine Beer Co., Green Flash Brewing Co., Good Supply Beer, Shock Top, Breckenridge Brewery, Blue Point Brewing Company, 10 Barrel Brewing Company, Redhook Brewery, Widmer Brothers Brewing, Square Mile Cider Company sowie HiBall Energy. Die Biersparte von Tilray rangiert auf Platz 9 der Brewers Association über die größten Craftbier-Unternehmen der USA, basierend auf dem Bierabsatz im Jahr 2022.

## Geschichte
Tilray wurde 2013 von Brendan Kennedy gegründet, zuerst unter dem Dach der in Seattle ansässigen Privateer Holdings. Im Dezember 2016 war Tilray der erste Hersteller von medizinischem Cannabis in Nordamerika, der GMP-zertifiziert wurde. Um eine bestmögliche mikrobiologische Qualität von medizinischen Cannabisblüten zu gewährleisten, hat sich hier weltweit die Behandlung mit ionisierenden Strahlen etabliert, um die Keimzahl zu reduzieren. Dies ist von großer Bedeutung, um die teils hochgradig vulnerablen Patienten zu schützen.
Im Juli 2018 wurde das Unternehmen als erstes Cannabisunternehmen an der NASDAQ an die Börse gebracht und wird unter dem Ticketsymbol TLRY gehandelt.
Im September 2018 war Tilray das erste kanadische Cannabisunternehmen, das medizinischen Cannabis legal für eine klinische Studie in die USA exportiert. Im Dezember 2018 unterzeichnete das Unternehmen mit der Tochtergesellschaft Sandoz Generic Pharmaceuticals der Novartis AG einen Vertrag über den Verkauf, den Vertrieb und das Co-Branding von Tilray über nicht rauchbare medizinische Cannabisprodukte auf legalen Märkten weltweit.
Ebenfalls seit Dezember 2018 ist Irwin D. Simon CEO von Tilray.
Anfang 2019 wurde Joschka Fischer bei Tilray Gründungsmitglied des internationalen Beirates, der bei der Umsetzung einer „offensiven weltweiten Wachstumsstrategie“ helfen soll.
Im Februar 2019 übernahm Tilray Manitoba Harvest, einen Hersteller von Hanfnahrungsmitteln, für 317 Millionen US-Dollar von Compass Diversified Holdings. Die Produkte von Manitoba Harvest sind in etwa 13.000 Geschäften in den USA und 3.600 in Kanada erhältlich, u. a. auch bei Amazon und Walmart.
Im Jahr 2020 übernahm Tilray den Konkurrenten Aphria.
Tilray betreibt zwei GMP-zertifizierte Cannabisanbauanlagen in Europa, die sich in Cantanhede, Portugal, und Neumünster, Deutschland, befinden. Tilray Deutschland wird von Köln aus geführt.
Im Jahr 2021 verlagerte das Unternehmen seinen Hauptsitz von Nanaimo in British Columbia nach New York City.
Im Juli 2022 investierte Tilray 155 Millionen US-Dollar in HEXO.
Seit August bzw. September 2022 hat Tilray vom polnischen und italienischen Gesundheitsministerium die Erlaubnis, medizinisches Cannabis THC25 zu importieren und in ganz Polen bzw. Italien zu vertreiben.
Am 10. April 2023 gab Tilray die Vereinbarung zur Übernahme von Hexo Corp. für 56 Millionen US-Dollar bekannt. Die Aktionäre von Hexo erhalten 0,4352 Stammaktien von Tilray im Austausch für jede gehaltene Aktie. Im Juli 2023 verkündete Tilray den Kauf von acht Biermarken von Anheuser-Busch.